# Diskografie Elvise Presleyho
Toto je diskografie amerického zpěváka Elvise Presleyho. Dle americké asociace RIAA se v USA prodalo 130,5 milionů kopií jeho alb, čímž se stal nejprodávanějším sólo hudebním umělcem všech dob.

## Alba

### Studiová alba
| Rok  | Album                                            | Nejvyšší umístění v hitparádě | Nejvyšší umístění v hitparádě | Nejvyšší umístění v hitparádě | Nejvyšší umístění v hitparádě | Ocenění                            |
| Rok  | Album                                            | US 200                        | US Count.                     | CAN                           | UK                            | Ocenění                            |
| ---- | ------------------------------------------------ | ----------------------------- | ----------------------------- | ----------------------------- | ----------------------------- | ---------------------------------- |
| 1956 | Elvis Presley                                    | 1                             | -                             | -                             | 1                             | US: zlatá                          |
| 1956 | Elvis                                            | 1                             | -                             | -                             | 3                             | US: zlatá                          |
| 1957 | Elvis' Christmas Album                           | 1                             | -                             | -                             | 2                             | US: 3x platinová CAN: platinová    |
| 1960 | Elvis Is Back!                                   | 2                             | -                             | -                             | 1                             | US: zlatá                          |
| 1960 | His Hand in Mine                                 | 13                            | 7                             | -                             | 3                             | US: platinová                      |
| 1961 | Something for Everybody                          | 1                             | -                             | -                             | 2                             | US: zlatá                          |
| 1962 | Pot Luck                                         | 4                             | -                             | -                             | 1                             |                                    |
| 1967 | How Great Thou Art                               | 18                            | 7                             | -                             | 11                            | US: 3x platinová                   |
| 1969 | From Elvis in Memphis                            | 13                            | 2                             | 10                            | 1                             | US: zlatá                          |
| 1969 | From Memphis to Vegas/From Vegas to Memphis      | 12                            | 5                             | 5                             | 3                             | US: zlatá                          |
| 1971 | Elvis Country (I'm 10,000 Years Old)             | 12                            | 6                             | 15                            | 6                             | US: zlatá                          |
| 1971 | Love Letters from Elvis                          | 33                            | 12                            | 17                            | 7                             |                                    |
| 1971 | Elvis Sings The Wonderful World of Christmas     | -                             | 13                            | -                             | -                             | US: 3x platinová                   |
| 1972 | Elvis Now                                        | 43                            | 45                            | 29                            | 12                            | US: zlatá                          |
| 1972 | He Touched Me                                    | 79                            | 32                            | -                             | 38                            | US: platinová                      |
| 1973 | Elvis ("Fool" album)                             | 52                            | 8                             | 76                            | 16                            | US: 5x platinová                   |
| 1973 | Raised on Rock/For Ol' Times Sake                | 50                            | -                             | 48                            | -                             |                                    |
| 1974 | Good Times                                       | 90                            | 5                             | -                             | 42                            |                                    |
| 1975 | Promised Land                                    | 47                            | 1                             | 84                            | 21                            |                                    |
| 1975 | Today                                            | 57                            | 4                             | -                             | 48                            |                                    |
| 1976 | From Elvis Presley Boulevard, Memphis, Tennessee | 41                            | 1                             | 50                            | 29                            | US: zlatá                          |
| 1977 | Moody Blue                                       | 3                             | 1                             | 2                             | 3                             | US: 2x platinová CAN: 2x platinová |

### Soundtracky
| Rok  | Album                           | Nejvyšší umístění v hitparádě | Nejvyšší umístění v hitparádě | Nejvyšší umístění v hitparádě | Nejvyšší umístění v hitparádě | Ocenění                     |
| Rok  | Album                           | US 200                        | US Count.                     | CAN                           | UK                            | Ocenění                     |
| ---- | ------------------------------- | ----------------------------- | ----------------------------- | ----------------------------- | ----------------------------- | --------------------------- |
| 1957 | Loving You                      | 1                             | -                             | -                             | -                             | US: zlatá                   |
| 1958 | King Creole                     | 2                             | -                             | -                             | 4                             | US: zlatá                   |
| 1960 | G. I. Blues                     | 1                             | -                             | -                             | 1                             | US: platinová               |
| 1961 | Blue Hawaii                     | 1                             | -                             | -                             | 1                             | US: 3x platinová CAN: zlatá |
| 1962 | Girls! Girls! Girls!            | 3                             | -                             | -                             | 2                             | US: zlatá                   |
| 1963 | It Happened at the World's Fair | 4                             | -                             | -                             | 4                             |                             |
| 1963 | Fun in Acapulco                 | 3                             | -                             | -                             | 9                             |                             |
| 1964 | Kissin' Cousins                 | 6                             | -                             | -                             | 5                             |                             |
| 1964 | Roustabout                      | 1                             | -                             | -                             | 12                            | US: zlatá                   |
| 1965 | Girl Happy                      | 8                             | -                             | -                             | 8                             | US: zlatá                   |
| 1965 | Harum Scarum                    | 8                             | -                             | -                             | 11                            |                             |
| 1966 | Frankie and Johnny              | 20                            | -                             | -                             | 11                            |                             |
| 1966 | Paradise, Hawaiian Style        | 15                            | -                             | -                             | 7                             |                             |
| 1966 | Spinout                         | 18                            | -                             | -                             | 17                            |                             |
| 1967 | Double Trouble                  | 47                            | -                             | -                             | 34                            |                             |
| 1967 | Clambake                        | 40                            | -                             | -                             | 39                            |                             |
| 1968 | Speedway                        | 82                            | -                             | -                             | -                             |                             |
| 1968 | Elvis (NBC-TV Special)          | 8                             | -                             | 4                             | 2                             | US: platinová               |
| 1970 | That's the Way It Is            | 21                            | 8                             | 22                            | 12                            | US: zlatá                   |

### Koncertní alba
| Rok  | Album                                       | Nejvyšší umístění v hitparádě | Nejvyšší umístění v hitparádě | Nejvyšší umístění v hitparádě | Nejvyšší umístění v hitparádě | Ocenění                            |
| Rok  | Album                                       | US 200                        | US Count.                     | CAN                           | UK                            | Ocenění                            |
| ---- | ------------------------------------------- | ----------------------------- | ----------------------------- | ----------------------------- | ----------------------------- | ---------------------------------- |
| 1970 | On Stage: February 1970                     | 13                            | 13                            | 6                             | 2                             | US: platinová                      |
| 1972 | Elvis: As Recorded At Madison Square Garden | 11                            | 22                            | 9                             | 3                             | US: 3x platinová                   |
| 1973 | Aloha From Hawaii: Via Satellite            | 1                             | 1                             | 1                             | 1                             | US: 5x platinová CAN: 2x platinová |
| 1974 | Elvis: As Recorded Live On Stage In Memphis | 33                            | 2                             | 27                            | 44                            | US: zlatá                          |
| 1974 | Having Fun With Elvis On Stage              | 130                           | 9                             | -                             | -                             |                                    |
| 1977 | Elvis in Concert                            | 5                             | 1                             | 4                             | 13                            | US: 3x platinová CAN: 2x platinová |

### Extended Play
| Rok  | Album                       | Nejvyšší umístění v hitparádě | Nejvyšší umístění v hitparádě | Ocenění          |
| Rok  | Album                       | US 200                        | US EP                         | Ocenění          |
| ---- | --------------------------- | ----------------------------- | ----------------------------- | ---------------- |
| 1956 | The Real Elvis              | -                             | -                             | US: platinová    |
| 1956 | Elvis Vol. 1                | -                             | 4                             | US: 2x platinová |
| 1956 | Love Me Tender              | 22                            | 10                            | US: platinová    |
| 1957 | Peace in the Valley         | 3                             | 3                             | US: platinová    |
| 1957 | Loving You, Vol. II         | 18                            | 4                             | US: platinová    |
| 1957 | Just for You                | -                             | 2                             | US: platinová    |
| 1957 | Elvis Sings Christmas Songs | -                             | 2                             | US: platinová    |
| 1957 | Jailhouse Rock              | -                             | 1                             | US: 2x platinová |
| 1958 | King Creole Vol. 1          | -                             | 1                             | US: 2x platinová |
| 1958 | King Creole Vol. 2          | -                             | 1                             | US: platinová    |
| 1962 | Follow That Dream           | -                             | 5                             | US: platinová    |

### Budget alba
- Zlevněné reedice LP alb vydávané v USA v období padesátých až sedmdesátých let 20. století.

| Rok  | Album                                                    | Nejvyšší umístění v hitparádě | Nejvyšší umístění v hitparádě | Nejvyšší umístění v hitparádě | Nejvyšší umístění v hitparádě | Ocenění          |
| Rok  | Album                                                    | US 200                        | US Count.                     | CAN                           | UK                            | Ocenění          |
| ---- | -------------------------------------------------------- | ----------------------------- | ----------------------------- | ----------------------------- | ----------------------------- | ---------------- |
| 1969 | Elvis Sings Flaming Star                                 | 96                            | -                             | -                             | 2                             | US: platinová    |
| 1970 | Let's Be Friends                                         | 105                           | -                             | -                             | -                             | US: platinová    |
| 1970 | Worldwide 50 Gold Award Hits Vol. 1                      | 45                            | 25                            | 33                            | -                             | US: 2x platinová |
| 1970 | Almost in Love                                           | 65                            | -                             | 46                            | 38                            | US: platinová    |
| 1970 | Elvis' Christmas Album (RCA Camden reissue)              | -                             | -                             | -                             | -                             | US: diamantová   |
| 1971 | You'll Never Walk Alone                                  | 69                            | -                             | 47                            | 20                            | US: 3x platinová |
| 1971 | C'mon Everybody                                          | 70                            | -                             | 70                            | 5                             | US: zlatá        |
| 1971 | The Other Sides – Elvis Worldwide Gold Award Hits Vol. 2 | 120                           | -                             | -                             | -                             | US: zlatá        |
| 1971 | I Got Lucky                                              | 104                           | -                             | -                             | 26                            | US: zlatá        |
| 1972 | Elvis Sings Hits from His Movies, Volume 1               | 87                            | -                             | -                             | -                             | US: platinová    |
| 1972 | Burning Love and Hits From His Movies, Volume 2          | 22                            | 10                            | -                             | -                             | US: 2x platinová |
| 1973 | Separate Ways                                            | 46                            | 12                            | -                             | -                             | US: platinová    |
| 1975 | Pure Gold                                                | -                             | 5                             | -                             | -                             | US: 2x platinová |
| 1975 | Double Dynamite                                          | -                             | -                             | -                             | -                             | US: platinová    |
| 1976 | Frankie & Johnny (Pickwick reissue)                      | -                             | -                             | -                             | -                             | US: platinová    |

### Kompilační alba
- 1958 – Elvis' Golden Records
- 1959 – For LP Fans Only
- 1959 – Elvis' Gold Records Volume 2: 50,000,000 Elvis Fans Can't Be Wrong
- 1963 – Elvis' Golden Records Volume 3
- 1965 – Elvis for Everyone
- 1974 – Elvis: A Legendary Performer Volume 1
- 1976 – Elvis: A Legendary Performer Volume 2
- 1976 – Blue Christmas
- 1977 – Welcome to My World

### Posmrtně vydaná kompilační alba
- 1978 – Elvis: A Canadian Tribute
- 1981 – Guitar Man (Remix)
- 1987 – The Number One Hits
- 1987 – The Top Ten Hits
- 1992 – Blue Christmas
- 1994 – If Everyday Was Like Christmas
- 1994 – Amazing Grace: His Greatest Sacred Performances
- 1997 – An Afternoon in the Garden
- 1998 – Memories The '68 Comeback Special
- 1999 – It's Christmas Time
- 2002 – ELV1S
- 2003 – 2nd to None
- 2005 – Elvis by the Presleys
- 2006 – Elvis Christmas
- 2007 – The Essential Elvis Presley
- 2007 – Viva Las Vegas
- 2007 – Home for the Holidays
- 2008 – Christmas Duets
- 2014 – Elvis Sings ... kompilační album písní jiných autorů (Bob Dylan, The Beatles, Ray Charles, Simon & Garfunkel, Bee Gees, Chuck Berry, Muddy Waters, Creedence Clearwater Revival ad.), které nazpíval Elvis Presley. Vydavatel: Sony Music CMG, vyšlo: 16. června 2014[4]

### Box sety
- 1980 – Elvis Aaron Presley
- 1984 – A Golden Celebration
- 1992 – The King of Rock 'n' Roll: The Complete 50's Masters
- 1993 – From Nashville to Memphis: The Essential 60's Masters
- 1995 – Walk a Mile in My Shoes: The Essential 70's Masters
- 1997 – Platinum: A Life in Music
- 1999 – Artist of the Century
- 2000 – Peace in the Valley: The Complete Gospel Recordings
- 2000 – Legendary
- 2001 – Live In Las Vegas
- 2002 – Today Tomorrow and Forever
- 2003 – Elvis: Close Up
- 2005 – Elvis 18 UK Number 1's
- 2007 – Elvis The King
- 2008 – The Complete '68 Comeback Special
- 2009 – I Believe: The Gospel Masters
- 2009 – Elvis 75 - Good Rockin' Tonight
- 2010 – The Complete Elvis Presley Masters

## Singly
- Singly, které se umístily v TOP 20 žebříčku Billboard Hot 100 (vyjma singlu "I Forgot to Remember to Forget").

| Rok                       | Název písně                               | Pozice v mezinárodních žebříčcích | Pozice v mezinárodních žebříčcích | Certifikace      | Album                                           |
| Rok                       | Název písně                               | US 100                            | US Country                        | Certifikace      | Album                                           |
| ------------------------- | ----------------------------------------- | --------------------------------- | --------------------------------- | ---------------- | ----------------------------------------------- |
| 1955                      | "I Forgot to Remember to Forget"          | -                                 | 1                                 |                  | -                                               |
| 1956                      | "Heartbreak Hotel"                        | 1                                 | 1                                 | US: 2x platinová | -                                               |
| 1956                      | "I Was the One"                           | 19                                | 8                                 |                  | -                                               |
| 1956                      | "Blue Suede Shoes"                        | 20                                | -                                 | US: zlatá        | Elvis Presley                                   |
| 1956                      | "I Want You, I Need You, I Love You"      | 3                                 | 1                                 | US: platinová    | -                                               |
| 1956                      | "Don't Be Cruel"                          | 1                                 | 1                                 | US: 4x platinová | -                                               |
| 1956                      | "Hound Dog"                               | 2                                 | 1                                 | US: 4x platinová | -                                               |
| 1956                      | "Love Me Tender"                          | 1                                 | 3                                 | US: 3x platinová | -                                               |
| 1956                      | "Love Me"                                 | 2                                 | 10                                |                  | Elvis                                           |
| 1956                      | "When My Blue Moon Turns to Gold Again"   | 19                                | -                                 |                  | Elvis                                           |
| 1957                      | "Too Much"                                | 2                                 | 3                                 | US: platinová    | -                                               |
| 1957                      | "All Shook Up"                            | 1                                 | 1                                 | US: 2x platinová | -                                               |
| 1957                      | "(Let Me Be Your) Teddy Bear"             | 1                                 | 1                                 | US: 2x platinová | Loving You                                      |
| 1957                      | "Jailhouse Rock"                          | 1                                 | 1                                 | US: 2x platinová | -                                               |
| 1958                      | "Don't"                                   | 1                                 | 2                                 | US: platinová    | -                                               |
| 1958                      | "I Beg of You"                            | 8                                 | 4                                 |                  | -                                               |
| 1958                      | "Wear My Ring Around Your Neck"           | 3                                 | 3                                 | US: platinová    | -                                               |
| 1958                      | "Hard Headed Woman"                       | 2                                 | 2                                 | US: platinová    | King Creole                                     |
| 1958                      | "One Night"                               | 4                                 | 24                                |                  | -                                               |
| 1958                      | "I Got Stung"                             | 8                                 | -                                 | US: platinová    | -                                               |
| 1959                      | "(Now and Then There's) A Fool Such as I" | 2                                 | -                                 | US: platinová    | -                                               |
| 1959                      | "I Need Your Love Tonight"                | 4                                 | -                                 |                  | -                                               |
| 1959                      | "A Big Hunk o' Love"                      | 1                                 | -                                 | US: zlatá        | -                                               |
| 1959                      | "My Wish Came True"                       | 12                                | -                                 |                  | -                                               |
| 1960                      | "Stuck on You"                            | 1                                 | 27                                | US: platinová    | -                                               |
| 1960                      | "Fame and Fortune"                        | 17                                | -                                 |                  | -                                               |
| 1960                      | "It's Now or Never"                       | 1                                 | -                                 | US: platinová    | -                                               |
| 1960                      | "Are You Lonesome Tonight?"               | 1                                 | 22                                | US: 2x platinová | -                                               |
| 1960                      | "I Gotta Know"                            | 20                                | -                                 |                  | -                                               |
| 1961                      | "Surrender"                               | 1                                 | -                                 | US: platinová    | -                                               |
| 1961                      | "Flaming Star"                            | 14                                | -                                 |                  | -                                               |
| 1961                      | "I Feel So Bad"                           | 5                                 | -                                 | US: zlatá        | -                                               |
| 1961                      | "(Marie's the Name) His Latest Flame"     | 4                                 | -                                 | US: zlatá        | -                                               |
| 1961                      | "Little Sister"                           | 5                                 | -                                 |                  | -                                               |
| 1961                      | "Can't Help Falling in Love"              | 2                                 | -                                 | US: platinová    | Blue Hawaii                                     |
| 1962                      | "Good Luck Charm"                         | 1                                 | -                                 | US: platinová    | -                                               |
| 1962                      | "Follow That Dream"                       | 15                                | -                                 |                  | -                                               |
| 1962                      | "She's Not You"                           | 5                                 | -                                 | US: zlatá        | -                                               |
| 1962                      | "Return to Sender"                        | 2                                 | -                                 | US: platinová    | Girls! Girls! Girls!                            |
| 1963                      | "One Broken Heart for Sale"               | 11                                | -                                 | US: zlatá        | It Happened at the World's Fair                 |
| 1963                      | "(You're The) Devil in Disguise"          | 3                                 | -                                 | US: zlatá        | -                                               |
| 1963                      | "Bossa Nova Baby"                         | 8                                 | -                                 | US: zlatá        | Fun in Acapulco                                 |
| 1964                      | "Kissin' Cousins"                         | 12                                | -                                 | US: zlatá        | Kissin' Cousins                                 |
| 1964                      | "Such a Night"                            | 16                                | -                                 |                  | -                                               |
| 1964                      | "Ask Me"                                  | 12                                | -                                 |                  | -                                               |
| 1964                      | "Ain't That Loving You Baby"              | 16                                | -                                 | US: zlatá        | -                                               |
| 1964                      | "Blue Christmas"                          | 1                                 | -                                 | US: platinová    | -                                               |
| 1965                      | "Crying in the Chapel"                    | 3                                 | -                                 | US: platinová    | -                                               |
| 1965                      | "(Such an) Easy Question"                 | 11                                | -                                 |                  | -                                               |
| 1965                      | "I'm Yours"                               | 11                                | -                                 | US: zlatá        | -                                               |
| 1965                      | "Puppet on a String"                      | 14                                | -                                 | US: zlatá        | Girl Happy                                      |
| 1966                      | "Love Letters"                            | 19                                | -                                 |                  | -                                               |
| 1968                      | "If I Can Dream"                          | 12                                | -                                 | US: zlatá        | Elvis (NBC-TV Special)                          |
| 1969                      | "In the Ghetto"                           | 3                                 | 60                                | US: platinová    | From Elvis in Memphis                           |
| 1969                      | "Suspicious Minds"                        | 1                                 | -                                 | US: platinová    | -                                               |
| 1969                      | "Don't Cry Daddy"                         | 6                                 | 13                                | US: platinová    | -                                               |
| 1970                      | "Kentucky Rain"                           | 16                                | 31                                | US: zlatá        | -                                               |
| 1970                      | "The Wonder of You"                       | 9                                 | 37                                | US: zlatá        | On Stage: February 1970                         |
| 1970                      | "You Don't Have to Say You Love Me"       | 11                                | 56                                | US: zlatá        | That's the Way It Is                            |
| 1972                      | "Burning Love"                            | 2                                 | -                                 | US: platinová    | Burning Love and Hits from His Movies, Volume 2 |
| 1972                      | "Separate Ways"                           | 20                                | -                                 | US: zlatá        | Separate Ways                                   |
| 1973                      | "Steamroller Blues"                       | 17                                | -                                 |                  | Aloha from Hawaii: Via Satellite                |
| 1974                      | "If You Talk in Your Sleep"               | 17                                | -                                 |                  | Promised Land                                   |
| 1974                      | "Promised Land"                           | 14                                | -                                 |                  | Promised Land                                   |
| 1975                      | "My Boy"                                  | 20                                | 14                                |                  | Good Times                                      |
| 1977                      | "Way Down"                                | 18                                | 1                                 | US: platinová    | Moody Blue                                      |
| Celkem "number-one" hitů: | Celkem "number-one" hitů:                 | 15                                | 9                                 |                  |                                                 |